# Maison Bernot Frères

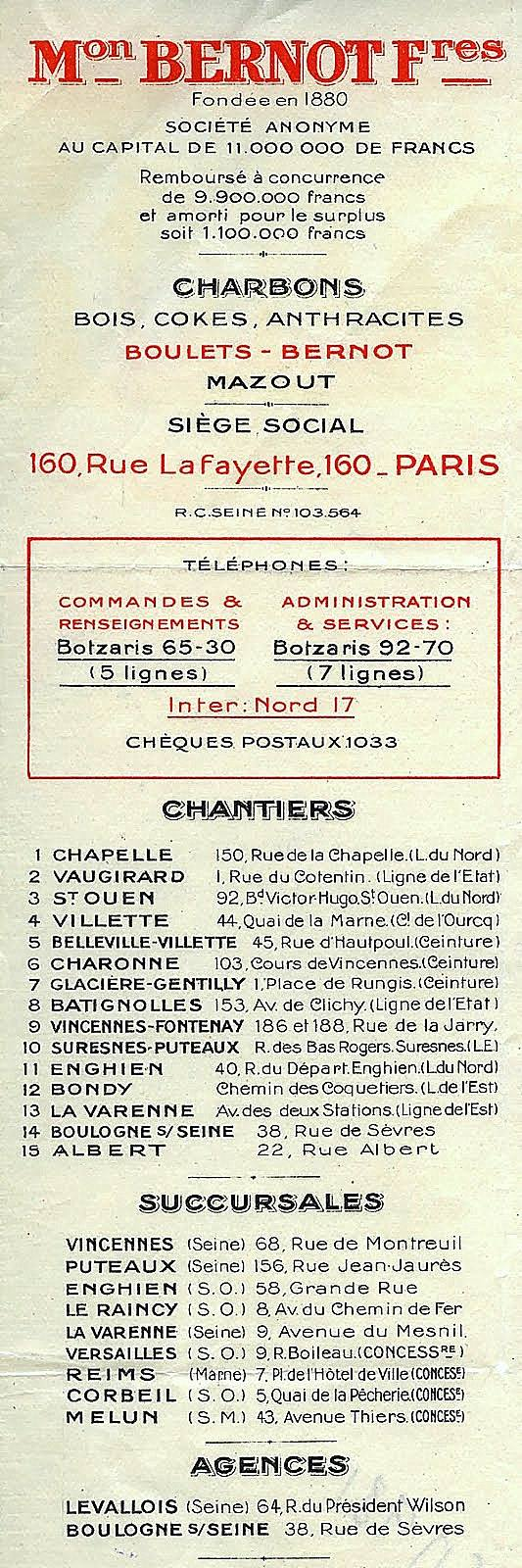
M^{on} Bernot F^{res}, 1928–1941

Das Maison Bernot Frères (Haus der Gebrüder Bernot) war ein als Aktiengesellschaft organisierter Brennstoffhändler in Frankreich.

## Geschichte
Das Unternehmen wurde 1880 als Kommanditgesellschaft in der 160 Rue Lafayette gegründet und entwickelte sich zu einem der größten Brennstoffhändler in Paris und darüber hinaus. Im Rahmen einer Kapitalerhöhung wurde es 1917 zu einer Aktiengesellschaft umfirmiert. Die Aktiengesellschaft hatte ab 1928 ein Kapital von 11 Millionen Franc. Die Hauptniederlassung war in der 160, Rue Lafayette in Paris.
Geliefert wurden Brennholz, Kohle, Koks und Anthrazit und insbesondere die Boulets-Bernot genannten Eierkohlen in verplombten Säcken und ab einem Sack ohne Preisaufschlag.
In den 1930er Jahren gab es etwa 15 Lagerplätze in den Pariser Stadtbezirken (13., 15., 18., 19. und 20.) und in den Vororten sowie ein Kohlebergwerk in Vincennes. 1935 beantragte die Aktiengesellschaft Bernot Frères, sich in Pantin in der 8, Rue du Cheval Blanc auf dem Gelände der ehemaligen Maschinenbaufabrik Louis Nadot niederzulassen. Dort errichtete das Unternehmen eine Köhlerei für die Herstellung von Holzkohle, eine Brikettpresse und eine Fahrzeugwerkstatt. In den 1980er Jahren wurde der Standort von den Papeteries de France übernommen.
Das Maison Jean Bernot fusionierte im April 1941 mit den Etablissements P. Breton und den Etablissements Juglar, wodurch  sich das Kapital auf 15,5 Millionen Franc erhöhte. Im April 1943 verdoppelte es sich durch die Ausgabe von 155.000 Aktien zu 100 Franc auf 31 Millionen Franc.

## Anmerkungen

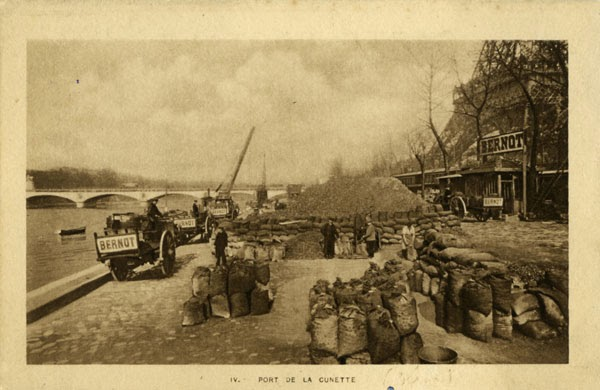
Umschlaghafen und Lagerplatz am Port de la Cunette am Eiffelturm